# 무텐

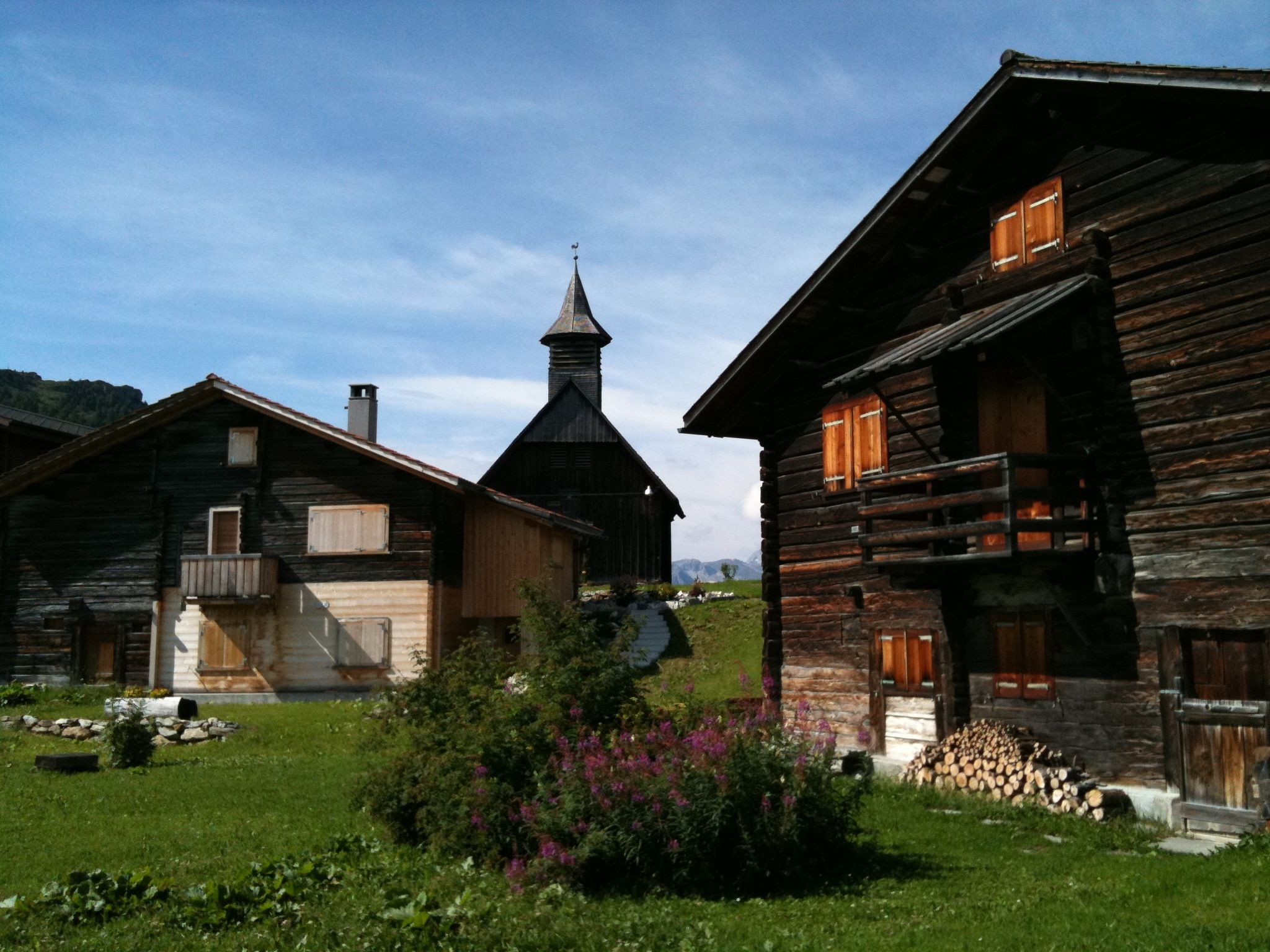
무텐

무텐(독일어: Mutten, 로만슈어: Mutten)은 스위스 그라우뷘덴주에 위치한 도시로 면적은 9.96km2, 높이는 1,395m, 인구는 72명(2015년 12월 기준), 인구 밀도는 7.2명/km2이다.

시 문장

## 인구
역사적 인구는 다음의 표와 같다:
| 연도 | 인구 |
| ---- | ---- |
| 1803 | 98   |
| 1850 | 132  |
| 1900 | 193  |
| 1910 | 99   |
| 1950 | 125  |
| 2000 | 80   |

## 자매 도시
- 스위스 리헨